# Tina De Mola
Tina De Mola (eigentlich Ernesta De Mola; * 28. Oktober 1923 in Mailand; † 18. April 2012 in Rom) war eine italienische Schauspielerin und Sängerin.

## Leben
De Mola, Tochter eines Friseurs, wandte sich nach der Schulausbildung einer Karriere als Opernsängerin zu. Nach dem Gewinn eines Nachwuchswettbewerbes erhielt sie erste Gelegenheiten zu Auftritten in der speziellen, italienischen Form des Musiktheaters, den Avanspettacoli, in ihrer Geburtsstadt. Sie nahm einige Schallplatten mit Alberto Semprini auf und war 1942/43 in der Revue Una stella e un cuore mit Renato Rascel zu sehen, mit dem sie nicht nur künstlerisch verbunden blieb, sondern bis 1963 verheiratet war. Ebenfalls mit Rascel fand De Molas Debüt im Kino statt: Pazzo d'amore von Giacomo Gentilomo blieb aber für sieben Jahre ihr einziger Film. Zwischen 1949 und 1959 folgten einige Leinwandauftritte, die jedoch nur durchschnittlichen Ansprüchen gerecht wurden und auch keine sonderlichen Erfolge wurden. Auf der Bühne wurde sie zu einer der gefeierten Soubretten der Kriegs- und ersten Nachkriegsjahre.
1946 gewann De Mola den Titel der „Miss Sorriso d'Italia“ ex aequo mit Anna Vignali. Zusammen mit ihrem Mann trat sie in weiteren Evuen auf, darunter Quanto è possibile, Viva Fradiavolo und Il cielo è tornato. Dann folgten Bühnenwerke mit Erminio Macario (Oklabama), Ugo Tognazzi (Quel treno si chiama desiderio, 1950) und Mario Carotenuto (Stop… mi uccido alle 20.90, 1951). Mit Karneval in Venedig tourte sie durch Mexiko, Kuba, Kolumbien und Venezuela.
Zurück in ihrem Heimatland stand sie wieder neben ihrem Mann auf der Bühne in der vielbeachteten musikalischen Komödie Alvaro piuttosto corsaro (die kurz darauf auch mit ihnen verfilmt wurde), dann in Il terrore corre sul filo. Mit einigen Fernsehengagements, wieder neben Rascel, wie Lui, lei e gli altri oder Stasera a Rascel City (1958) ließ sie den aktiven Teil ihrer Karriere ausklingen. Wenige öffentliche Auftritte folgten noch. 1971 heiratete De Mola in zweiter Ehe Armando Simoncini.

## Filmografie (Auswahl)
- 1942: Pazzo d'amore
- 1959: Tina räumt auf (La sceriffa)